# Konsonant
En konsonant er en sproglyd, der dannes, når luften fra lungerne bremses af andet end stemmebåndene, når den udtales. F.eks hæmmes luftstrømmen når man udtaler fx lydene [f ʋ s], mens den kortvarigt standses helt i fx [b̥ pʰ].
Konsonanter kan være stemte eller ustemte afhængig af om man bruger stemmebåndene til at lave lyden. [ʋ] er stemt fordi stemmebåndende vibrerer når man laver lyden. [f] har samme mundstilling som [ʋ], men stemmebåndene bruges ikke. Derfor er [f] en ustemt konsonant.
Ordet konsonant kommer af latin consonans og betyder "med lyd". På dansk bliver konsonant derfor også kaldt medlyd, fordi konsonanter, i en sproglig sammenhæng, sædvanligvis forekommer sammen med vokaler. Der findes dog ord på dansk, ord på andre sprog samt navne på steder eller personer, hvor konsonanterne bruges uden at være stillet sammen med en vokal. Eksempler: musikinstrumentet bratsch har en c-streng samt navnet på floden Dnjepr. I sammensatte danske ord forekommer tit multiple konsonantsammensætninger i sammensatte ord: skibskiste, angstskrig. På dansk er fx et ord som angstskrig atypisk pga. de mange konsonanter mellem de to vokaler.